# David Narey
David Alan Narey (Dundee, 12 de junho de 1956) é um ex-futebolista escocês. Ele é um membro da Ordem do Império Britânico.

## Carreira
David Narey competiu na Copa do Mundo FIFA de 1982, sediada na Espanha, na qual a seleção de seu país terminou na 15º colocação dentre os 24 participantes.